# KDE 3
KDE 3 – to trzecia seria środowiska graficznego KDE. W jej skład weszło sześć głównych wydań – 3.0, 3.1. 3.2, 3.3, 3.4 oraz 3.5. 

## KDE 3.0

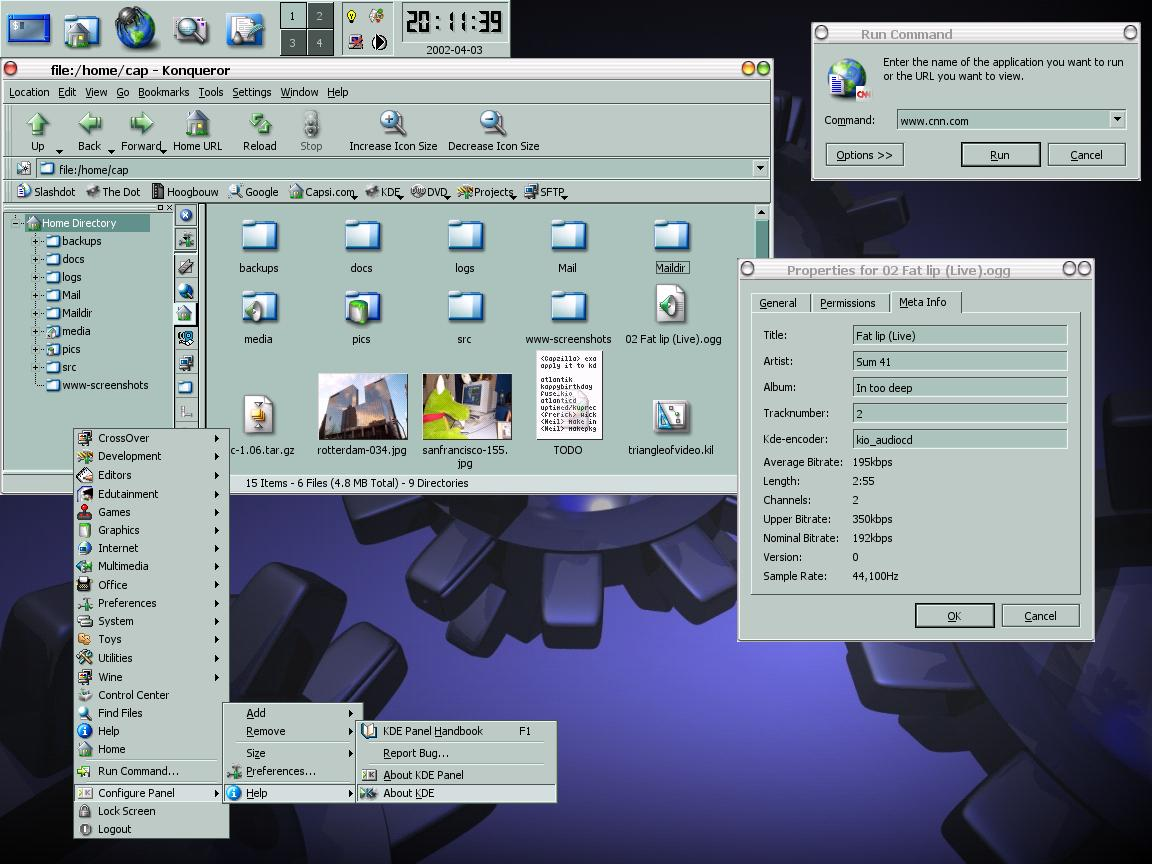
KDE 3.0

KDE 3.0 to pierwsza wersja środowiska graficznego K Desktop Environment z serii 3. Została wydana 3 kwietnia 2002 czyli ponad 4 miesiące po ukazaniu się ostatniego wydania z serii 2. Programiści wprowadzili między innymi nowy system drukowania, KDEPrint oraz dodali nowy, zawierający programy edukacyjne, pakiet – kdeedu. W jego skład weszły takie aplikacje jak:
- KEduca – projekt edukacyjny umożliwiający tworzenie i sprawdzanie testów i arkuszy egzaminacyjnych bazujących na formularzach
- KGeo – interaktywny program do nauki geometrii (podobny do aplikacji Euklid)
- KLettres – aplikacja pomocna w nauce języka francuskiego[2]
- KStars – symulator planetarium
- KTouch – program służący do nauki szybkiego bezwzrokowego pisania na klawiaturze
- KVocTrain – aplikacja do ćwiczenia słownictwa[3]

Zmiany zaszły również w innych programach wchodzących w skład środowiska – poprawki wprowadzono m.in. w odtwarzaczu noatun (obsługa strumieni Icecast/Shoutcast) oraz przeglądarce Konqueror. Większe poprawki wprowadzono natomiast do silnika KHTML, gdzie zmodyfikowano np. implementację JavaScriptu.

## KDE 3.1

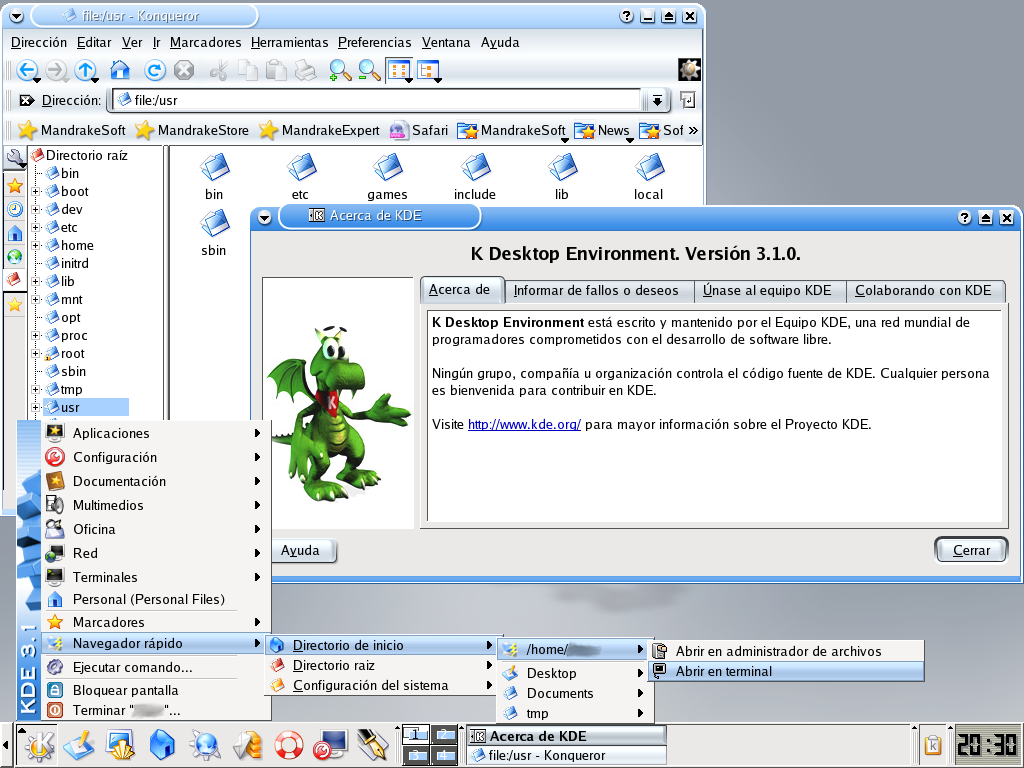
KDE 3.1 z uruchomionym Konquerorem oraz oknem „O programie KDE”

KDE 3.1 wprowadziło nowy domyślny styl okien (Keramik) oraz ikon (Crystal). Dodano również przydatny dla webmasterów edytor dokumentów HTML, XHTML, XML itp. Quanta Plus oraz ripper dźwiękowych płyt CD KAudioCreator. Widoczne zmiany nie ominęły też wchodzącej w skład KDE przeglądarki – Konquerora. Wprowadzono w nim tzw. tabbed browsing czyli przeglądanie witryn internetowych w kartach, a pakiecie Kdenetwork pojawił się nowy program – menedżer pobierania plików KGet. Również w  zestawie gier KDE, pakiecie KDEGames znalazły się nowe aplikacje – między innymi gra w minigolfa Kolf oraz gra planszowa Atlantik.

## KDE 3.2

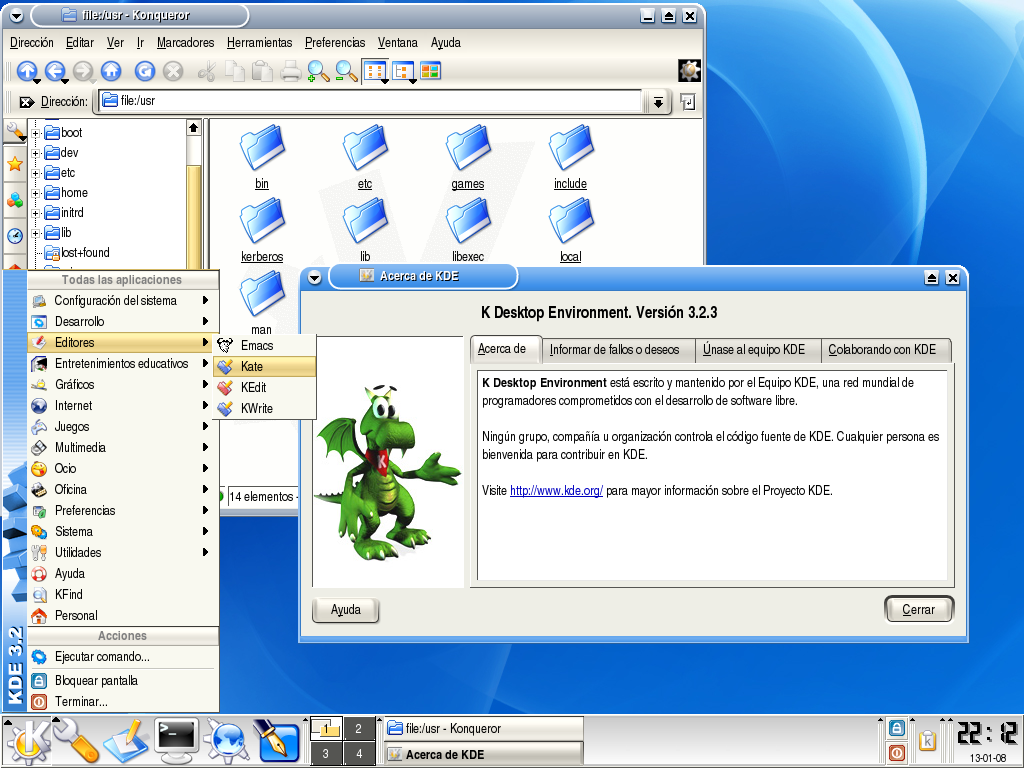
KDE 3.2 z uruchomionym Konquerorem oraz oknem „O programie KDE”

Wydane 3 lutego 2004 KDE 3.2.0 wprowadziło szereg nowych funkcji, takich jak sprawdzanie pisowni w formularzach i e-mailach oraz wsparcie dla oprogramowania Microsoftu Remote Desktop Protocol a także tysiące innych poprawek (naprawiono około 10 000 wykrytych błędów!). W celu zwiększenia interoperacyjności z innymi programami dla Linuksa i Uniksa programiści KDE zadbali również o zgodność ze standardami freedesktop.org. Zmianom uległ też wygląd środowiska - pojawiły się nowe ikony i dodatki oraz zadebiutował nowy styl, Plastik, który do końca trzeciej serii KDE był domyślnym motywem. W KDE 3.2 dodano też takie aplikacje jak: 
- JuK – odtwarzacz muzyczny wchodzący w skład pakietu KDEMultimedia
- Kopete – komunikator internetowy obsługujący protokoły AIM, MSN, Yahoo! Messenger, ICQ, Gadu-Gadu, Jabber, IRC, SMS oraz WinPopup.
- KWallet – program do zarządzania hasłami i przechowywania ich (współpracuje za przeglądarkami internetowymi)
- Kontact – aplikacja służąca do zarządzania informacjami osobistymi (PIM), integrująca pocztę, kalendarz, czytnik RSS itd.
- KGpg – interfejs KDE dla GnuPG
- KIG – program do nauki geometrii, część pakietu kdeedu
- KSVG – przeglądarka plików SVG
- KMag, KMouseTool i KMouth – nowe narzędzia dostępności
- KGoldRunner – gra platformowa

## KDE 3.3

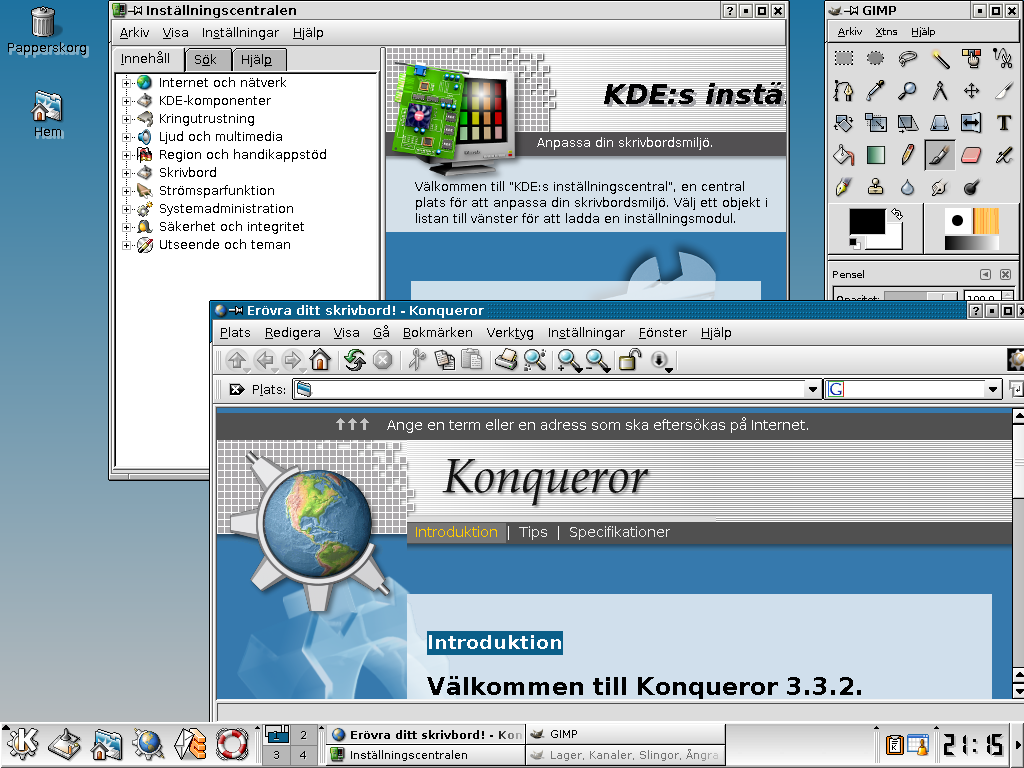
KDE 3.3

KDE 3.3 swoją premierę miało 19 sierpnia 2004. Wzbogacone zostało o nowe oprogramowanie:
- KolourPaint – podobny do Painta prosty edytor graficzny; następca KPainta
- KWordQuiz, KLatin oraz KTurtle – aplikacje wchodzące w skład pakietu kdeedu, pomagające w nauce różnych przedmiotów (Łaciny, programowania itd.)
- Kimagemapeditor i klinkstatus – programy dla twórców stron internetowych
- KSpell2 – program do sprawdzania pisowni
- KThemeManager – nowy program odpowiadający za zarządzanie motywami graficznymi w KDE

Różnego rodzaju zmiany zostały wprowadzone także w programach, między innymi w Konquerorze, KMailu, Kopete, KWifiManagerze oraz odtwarzaczu JuK. Łącznie poprawiono około 7 000 błędów.

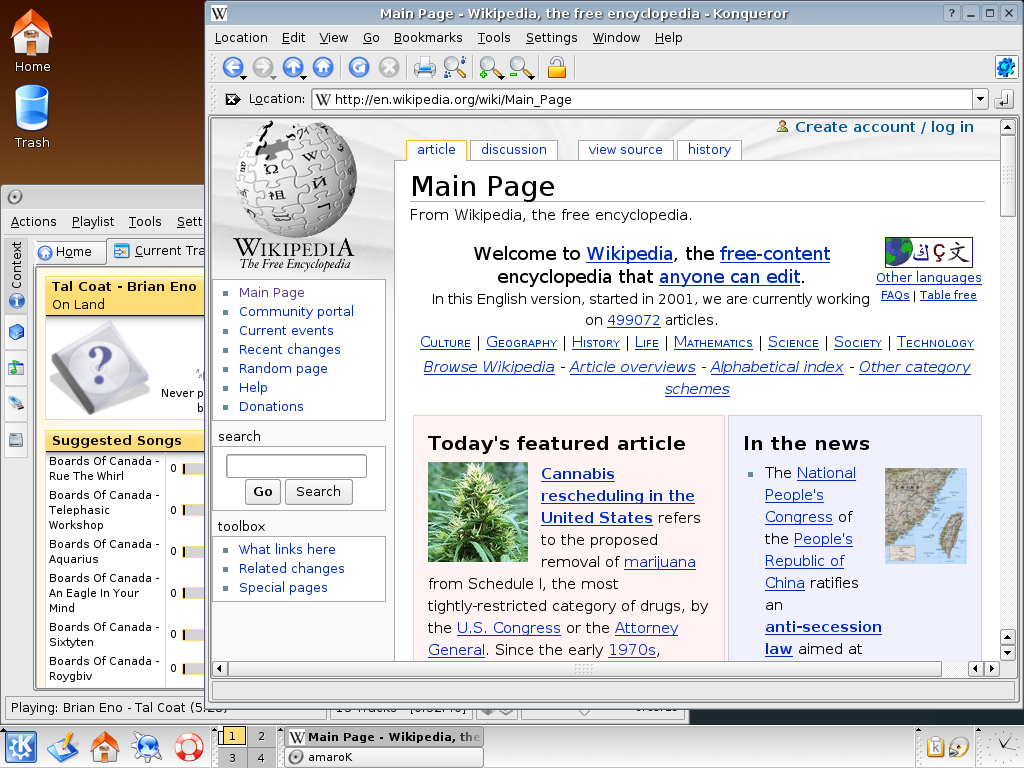
KDE 3.4 z włączonym Amarokiem i Konquerorem

## KDE 3.4
Pierwsza wersja KDE 3.4 została wydana 16 marca 2005. Pracowało nad nią ponad 80 000 programistów, którzy napisali kilka milionów linii kodu. Łącznie naprawiono ponad 6 500 zgłoszonych błędów i wprowadzono około 1 700 zaproponowanych usprawnień. W wielu aplikacjach dodano nowe funkcje oraz poprawiono niektóre ich elementy: uzupełniono pomoc kontekstową w KPrint, komunikator Kopete zintegrowano z programem Kontact, poprawiono Kicker (główny panel w KDE) a jako tapetę umożliwiono ustawianie także plików SVG. W wersji 3.4 pojawiło się też wsparcie dla protokołu DBUS/HAL.

## KDE 3.5
W tej wersji środowiska KDE, będącej jego ostatnim głównym wydaniem znów pojawiło się kilka nowych aplikacji. Dodano między innymi SuperKarambę – program oferujący eleganckie i łatwe w instalacji widgety na pulpit użytkownika oraz trzy aplikacje do pakietu kdeeedu – KGeography, Kanagram i blinKen, a poprawki wprowadzono m.in. Kalzium. Programiści poprawili również Konquerora, tak, że już w marcu 2006 roku w wersji 3.5.2 poprawnie przechodził test zgodności ze standardami Acid2.

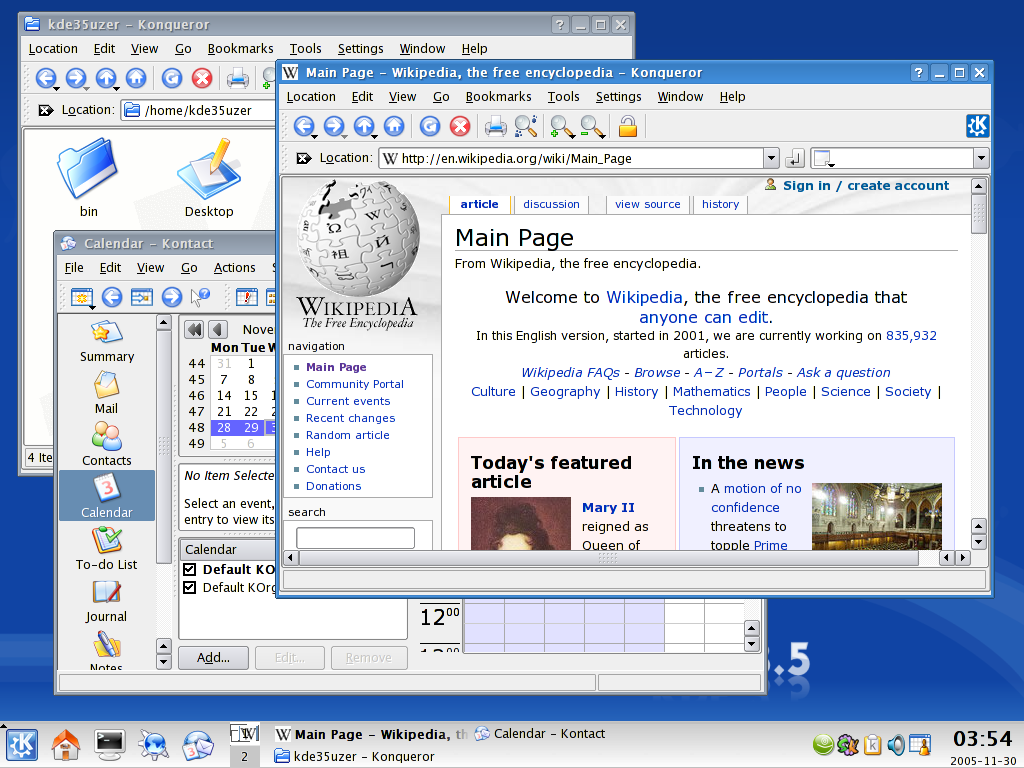
KDE 3.5 z uruchomionymi programami Kontact oraz Konqueror
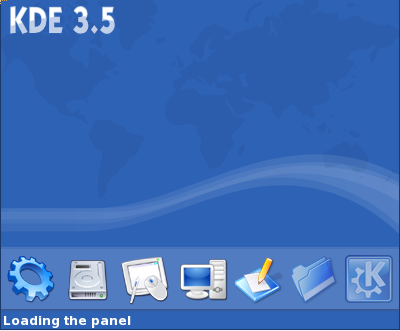
Splash-screen KDE 3.5

Z tej wersji KDE, jako fork wywodzi się również Trinity Desktop Environment.

## Wydania
| Data                 | Wydarzenie         |
| 3.0                  | 3.0                |
| -------------------- | ------------------ |
| 3 kwietnia 2002      | Wydanie KDE 3.0    |
| 22 maja 2002         | Wydanie KDE 3.0.1  |
| 2 lipca 2002         | Wydanie KDE 3.0.2  |
| 19 sierpnia 2002     | Wydanie KDE 3.0.3  |
| 9 października 2002  | Wydanie KDE 3.0.4  |
| 18 listopada 2002    | Wydanie KDE 3.0.5  |
| 21 grudnia 2002      | Wydanie KDE 3.0.5a |
| 3.1                  |                    |
| 28 stycznia 2003     | Wydanie KDE 3.1    |
| 20 marca 2003        | Wydanie KDE 3.1.1  |
| 19 maja 2003         | Wydanie KDE 3.1.2  |
| 29 lipca 2003        | Wydanie KDE 3.1.3  |
| 16 września 2003     | Wydanie KDE 3.1.4  |
| 14 stycznia 2004     | Wydanie KDE 3.1.5  |
| 3.2                  |                    |
| 3 lutego 2004        | Wydanie KDE 3.2    |
| 9 marca 2004         | Wydanie KDE 3.2.1  |
| 19 kwietnia 2004     | Wydanie KDE 3.2.2  |
| 9 czerwca 2004       | Wydanie KDE 3.2.3  |
| 3.3                  |                    |
| 19 sierpnia 2004     | Wydanie KDE 3.3    |
| 12 października 2004 | Wydanie KDE 3.3.1  |
| 8 grudnia 2004       | Wydanie KDE 3.3.2  |
| 3.4                  |                    |
| 16 marca 2005        | Wydanie KDE 3.4    |
| 31 maja 2005         | Wydanie KDE 3.4.1  |
| 28 lipca 2005        | Wydanie KDE 3.4.2  |
| 13 października 2005 | Wydanie KDE 3.4.3  |
| 3.5                  |                    |
| 29 listopada 2005    | Wydanie KDE 3.5    |
| 31 stycznia 2006     | Wydanie KDE 3.5.1  |
| 28 marca 2006        | Wydanie KDE 3.5.2  |
| 31 maja 2006         | Wydanie KDE 3.5.3  |
| 2 sierpnia 2006      | Wydanie KDE 3.5.4  |
| 11 października 2006 | Wydanie KDE 3.5.5  |
| 25 stycznia 2007     | Wydanie KDE 3.5.6  |
| 22 maja 2007         | Wydanie KDE 3.5.7  |
| 16 października 2007 | Wydanie KDE 3.5.8  |
| 19 lutego 2008       | Wydanie KDE 3.5.9  |
| 26 sierpnia 2008     | Wydanie KDE 3.5.10 |